# Kavali
Kavali é uma pequena cidade na costa oriental da índia, no estado de  Andhra Pradesh.